# 1639
Реформація •  Епоха великих географічних відкриттів •  Ганза •  Нідерландська революція •  Річ Посполита •  Запорозька Січ

## Геополітична ситуація
Османську імперію очолює Мурад IV (до 1640). Під владою османського султана перебувають Близький Схід та Єгипет, Середземноморське узбережжя Північної Африки, частина Закавказзя, значні території в Європі: Греція, Болгарія та Сербія. Васалами османів є Волощина та Молдова.
Священна Римська імперія — наймогутніша держава Європи. Її територія охоплює, крім німецьких земель, Угорщину з Хорватією, Богемію, Північну Італію. Її імператором є Фердинанд III з родини Габсбургів (до 1647). На території імперії триває Тридцятирічна війна.
Габсбург Філіп IV Великий є королем Іспанії (до 1665) та Португалії. Йому належать Іспанські Нідерланди, південь Італії, Нова Іспанія, Нова Гранада та Нова Кастилія в Америці, Філіппіни. Португалія, попри правління іспанського короля, залишається незалежною. Вона має володіння в Бразилії, в Африці, в Індії, на Цейлоні, в Індійському океані й Індонезії.
Північ Нідерландів займає Республіка Об'єднаних провінцій. Король Франції — Людовик XIII Справедливий (до 1643). Королем Англії є Карл I (до 1640). Король Данії та Норвегії — Кристіан IV Данський (до 1648), королева Швеції — Христина I (до 1654). На Апеннінському півострові незалежні Венеціанська республіка та Папська область.
Королем Речі Посполитої, якій належать українські землі, є Владислав IV Ваза (до 1648). На півдні України існує Запорозька Січ.
Царем Московії є Михайло Романов (до 1645). Існують Кримське ханство, Ногайська орда.
В Ірані правлять Сефевіди.
Значними державами Індостану є Імперія Великих Моголів, Біджапурський султанат, султанат Голконда, Віджаянагара. У Китаї править династія Мін, маньчжури утворили династію Цін. В Японії триває період Едо.

## Події

### В Україні
- Козацьким гетьманом став Карпо Півтора-Кожуха.
- Урядом Речі Посполитої відбудовано Кодацьку фортецю.

### У світі

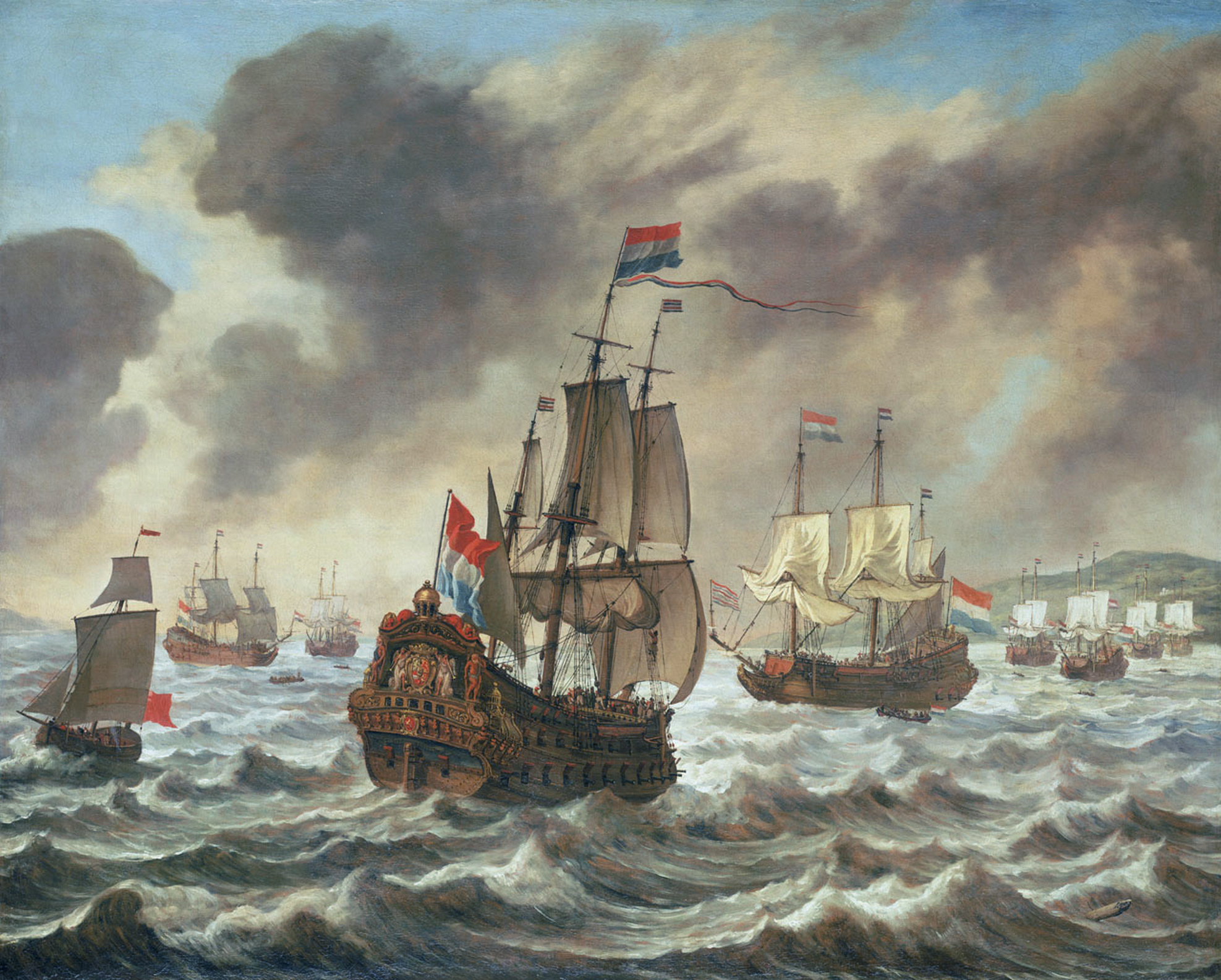
Перед битвою при Даунсі.

- Укладено Зухабську угоду між Османською імперією та Сефевідською Персією. Сефевіди зберегли за собою Єреван, а османи — Багдад.
- Тридцятирічна війна: шведські війська на чолі з Юханом Банером розгромили імперців у битві під Хемніцом.
- Почалися Єпископські війни між Шотландією та Англією.
- Вісімдесятирічна війна: нідерландський флот розбив іспанський у морській битві поблизу Даунса.
- Британська Ост-Індійська компанія купила у Віджаянагари землю для побудови форту, навколо якого виросло сучасне місто Ченнаї.
- Європейські дослідники вперше відкрили річку Касік'яре, що сполучає басейни Оріноко та Амазонки.
- Російські козаки дійшли до Охотська на узбережжі Тихого Океану.
- У Новій Франції засновано поселення Монреаль.
- Нідерландці продовжують морську блокаду Гоа.
- У Японії прийнято нові закони сакоку — торгівля з чужоземцями обмежена нідерландцями, португальців виставили з країни.

## Народились
Див. також Категорія:Народились 1639
- Мазепа Іван Степанович (Іван Мазепа-Колединський) (помер 21 вересня 1709 року) — гетьман України в 1687—1709 роках.

## Померли
Див. також Категорія:Померли 1639